# Giulio Podesti
Giulio Podesti (Roma, 10 luglio 1842 – Roma, 12 gennaio 1909) è stato un architetto italiano.